# Henne (Fluss)
Die Henne ist ein 22,5 km langer, orographisch linker Nebenfluss der Ruhr im nordrhein-westfälischen Hochsauerlandkreis, Deutschland.

## Name
Der Name leitet sich wahrscheinlich vom germanischen *han- ab, was 'singen, klingen' bedeutet und heute noch im Wort 'Hahn' enthalten ist.

## Geographie

### Verlauf

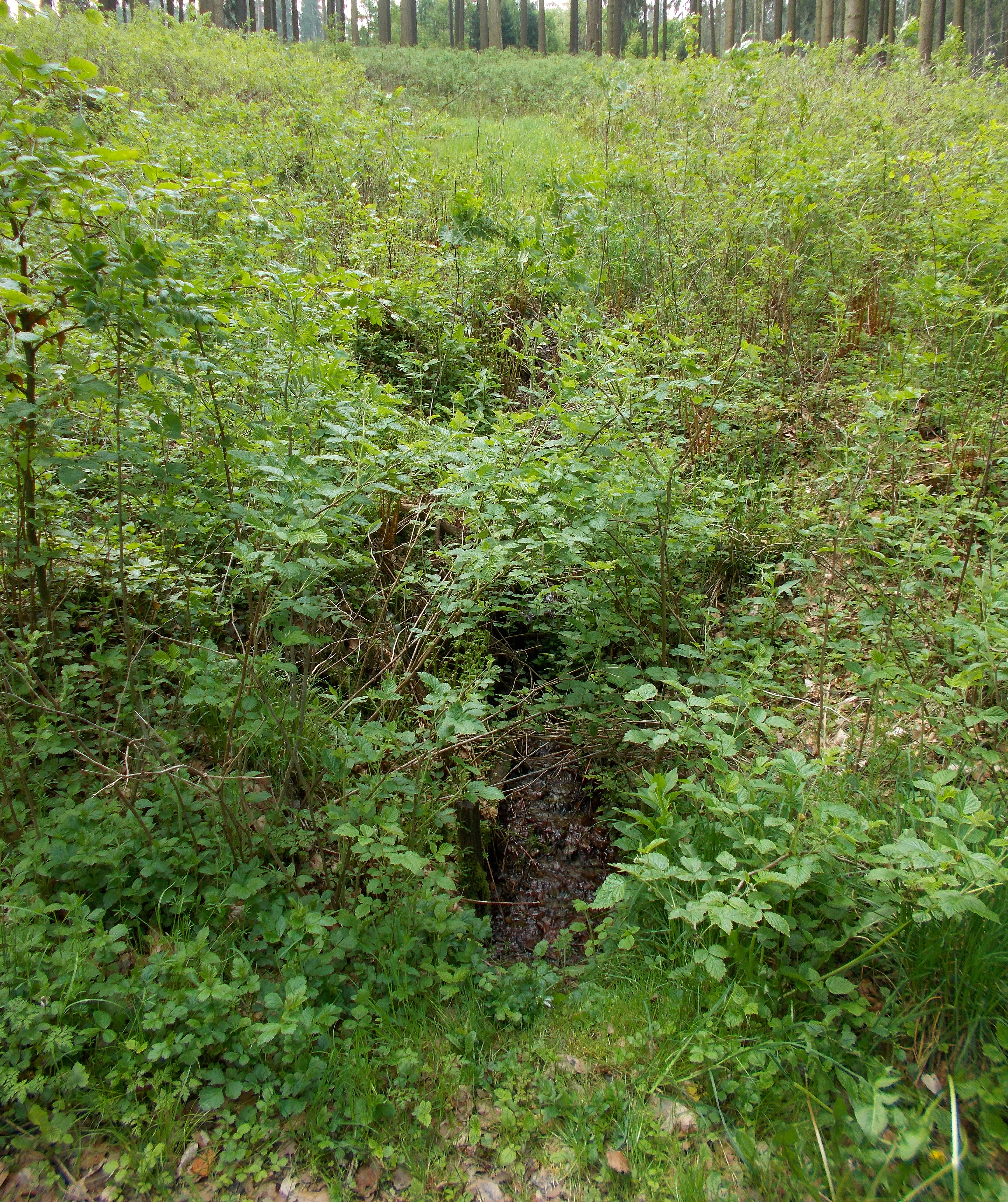
Hennequelle im Naturschutzgebiet Quellgebiet der Henne

Die Henne entspringt im Wald nordöstlich von Bad Fredeburg an der Nordostflanke des Kahlenbergs (712,6 m) auf einer Höhe von 660 m ü. NHN im Naturschutzgebiet Quellgebiet der Henne.
Von hier aus fließt die Henne vorrangig in nördliche Richtungen. Dabei durchfließt sie die Ortschaften Oberhenneborn, Niederhenneborn, Landenbeck, Herhagen und Nichtinghausen, bevor sie bei Mielinghausen die nach ihr benannte Hennetalsperre erreicht. Unterhalb des Staudamms erreicht die Henne die Kernstadt von Meschede und mündet dort auf 259 m ü. NHN linksseitig in die Ruhr.
Die Henne erfährt auf ihrem 22,5 km langen Weg einen Höhenunterschied von 401 m, was einem mittleren Sohlgefälle von 17,8 ‰ entspricht.

### Einzugsgebiet
Das 96,968 km² große Einzugsgebiet der Henne wird durch sie über die Ruhr und den Rhein zur Nordsee entwässert.
Die Flächenverteilung des Einzugsgebiets der Wenne:

### Zuflüsse
Wichtigster Nebenfluss der Henne ist die gut 15 km lange Kleine Henne, die unterhalb der Hennetalsperre in die Henne mündet. Sie trägt mit einem 39,832 km² großen Einzugsgebiet zu 41 % zu dem der Henne bei. Weiterer nennenswerter Nebenfluss ist der 8,3 km lange Rarbach.
Im Folgenden werden die Nebenflüsse in der Reihenfolge von der Quelle zur Mündung genannt, die von der Bezirksregierung Köln (ehemaliges Landesvermessungsamt) geführt werden. Angegeben ist jeweils die orographische Lage der Mündung, die Länge, die Größe des Einzugsgebiets, die Höhenlage der Mündung und die Gewässerkennzahl.
| Name              | Lage   | Länge in km | EZG in km² | MQ in l/s | Mündungshöhe in m ü. NHN | GKZ      |
| ----------------- | ------ | ----------- | ---------- | --------- | ------------------------ | -------- |
| Buchhagener Bach  | links  | 3,0         | 3,809      |           | 431                      | 2761412  |
| Bermecke          | links  | 2,3         | 1,697      |           | 394                      | 2761414  |
| N.N.              | links  | 1,3         |            |           | 368                      | 27614192 |
| Rarbach           | rechts | 8,3         | 13,887     |           | 352                      | 276142   |
| Herhagener Siepen | rechts | 2,3         |            |           | 340                      | 27614312 |
| Dormecke          | rechts | 3,0         | 2,189      |           | 331                      | 2761432  |
| Wipper            | links  | 2,4         | 2,784      |           | 325                      | 2761434  |
| Horbach           | rechts | 2,4         | 3,727      |           | 325                      | 276144   |
| Kleine Henne      | rechts | 18,0        | 39,832     |           | 263                      | 276146   |

## Schutzgebiete
Die Henne fließt bis auf Ortslagen in Schutzgebieten. Die Quelle liegt im Naturschutzgebiet Quellgebiet der Henne. Dann verläuft sie im Landschaftsschutzgebiet Oberlauf der Henne südöstlich Oberhenneborn, im Landschaftsschutzgebiet Abschnitte der Henne von Oberhenneborn bis nördlich Niederhenneborn, im Landschaftsschutzgebiet Henne und Zuflüsse von südlich Landenbeck bis Herhagen und im Landschaftsschutzgebiet Henne und Zuflüsse von Herhagen bis nördlich Nichtinghausen.